# Flayat
Flayat este o comună în departamentul Creuse din centrul Franței. În 2009 avea o populație de 335 de locuitori.

## Evoluția populației
| An        | 1975 | 1982 | 1990 | 1999 | 2006 | 2009 |
| --------- | ---- | ---- | ---- | ---- | ---- | ---- |
| Populație | 489  | 447  | 364  | 380  | 349  | 335  |